# Eriolus acutipennis
Eriolus acutipennis är en insektsart som beskrevs av Henri Saussure och Francois Jules Pictet de la Rive 1898. Eriolus acutipennis ingår i släktet Eriolus och familjen vårtbitare. Inga underarter finns listade i Catalogue of Life.